# Gnamptogenys acuminata
Gnamptogenys acuminata é uma espécie de formiga do gênero Gnamptogenys.